# 約克公爵夫人莎拉
約克公爵夫人莎拉（英語：Sarah, Duchess of York，1959年10月15日—），原名莎拉·瑪格麗特·弗格森（英語：Sarah Margaret Ferguson），暱稱弗格（Fergie），是英國作家、慈善家、電視名人，也是英國王室的成員之一。她是伊利沙伯二世的次子、現任國王查理斯三世的弟弟約克公爵安德魯王子的前妻。
弗格森在漢普郡達默長大，曾就讀於女王秘書學院（。她後來在倫敦的公關公司工作，之後又進入一家出版公司。1985年，她開始與安德魯王子交往，並於1986年7月23日在西敏寺舉行了婚禮。兩人育有兩名女兒——碧翠絲公主和尤金妮公主。他們的婚姻、1992年的分居以及1996年的離婚都引起了媒體的廣泛關注。
無論是在婚姻期間還是離婚後，莎拉都作為贊助人和發言人參與了多個慈善機構的工作。她的慈善工作主要集中在幫助癌症患者和兒童。自1990年以來，她一直是青少年癌症信托基金的贊助人，並創立了「兒童危機」（Children in Crisis）和「莎拉信託」（Sarah's Trust）。離婚後的幾年裡，莎拉因一些醜聞影響了她與王室的關係，但近年來她仍出席各種王室活動。她為兒童和成人撰寫了多本書籍，並參與了電視和電影製作。

## 早年生活
1959年10月15日，莎拉·瑪格麗特·弗格森出生於倫敦的倫敦威爾貝克醫院。她是羅納德·弗格森（1931年–2003年）與蘇珊·巴蘭特斯（本姓賴特；1937–1998）的次女。她有一位同父母的姐姐珍。1974年父母離婚後，她的母親於1975年嫁給了馬球運動員赫克托·巴蘭特斯，並搬到了阿根廷彭巴斯的特倫克勞肯。莎拉則留在漢普郡達默的480英畝（約1.94平方公里）的達默唐農場（Dummer Down Farm），這是她父親自8歲以來的家。羅納德少校於1976年與蘇珊·德特福德結婚，並育有三名子女：安德魯、愛麗絲和伊利沙伯。莎拉後來提到，12歲時因父母婚姻破裂，她開始出現飲食失調，並「以暴食尋求安慰」。
暱稱「弗格」的莎拉曾形容自己的家庭是「帶點老錢的地主紳士」。她是英王查理二世的後裔，通過其三名的私生子女：第一代里奇蒙公爵查爾斯·倫諾克斯、第一代蒙茅斯公爵詹姆斯·斯科特以及薩塞克斯伯爵夫人安妮·倫納德。她擁有貴族血統，是第六代巴克盧公爵的玄孫女、第八代鮑爾斯考特子爵的曾孫女，並是第一代阿伯康公爵及第四代德文郡公爵的後裔。弗格森與安德魯王子有遠親關係，兩人同為德文郡公爵及詹姆士六世及一世的後裔。
莎拉曾就讀於斯特拉特菲爾德圖吉斯的丹尼希爾學校（Daneshill School），校方形容她是「勇敢、活潑且外向的小女孩」。其後，她進入阿斯科特的赫斯特洛奇學校。她在學業上並不突出，但在游泳和網球方面展現才華。青少年時期，她曾從事清潔工和服務員工作。18歲時，她在女王秘書學院完成課程後，進入一家畫廊工作。此後，她先後在倫敦的兩家公關公司任職，後又轉入出版業。婚前，她曾與股票經紀人金·史密斯-賓漢姆（Kim Smith-Bingham）及年長她20多歲的賽車經理帕迪·麥克納利交往。

## 與安德魯王子的婚姻

### 婚禮與子女

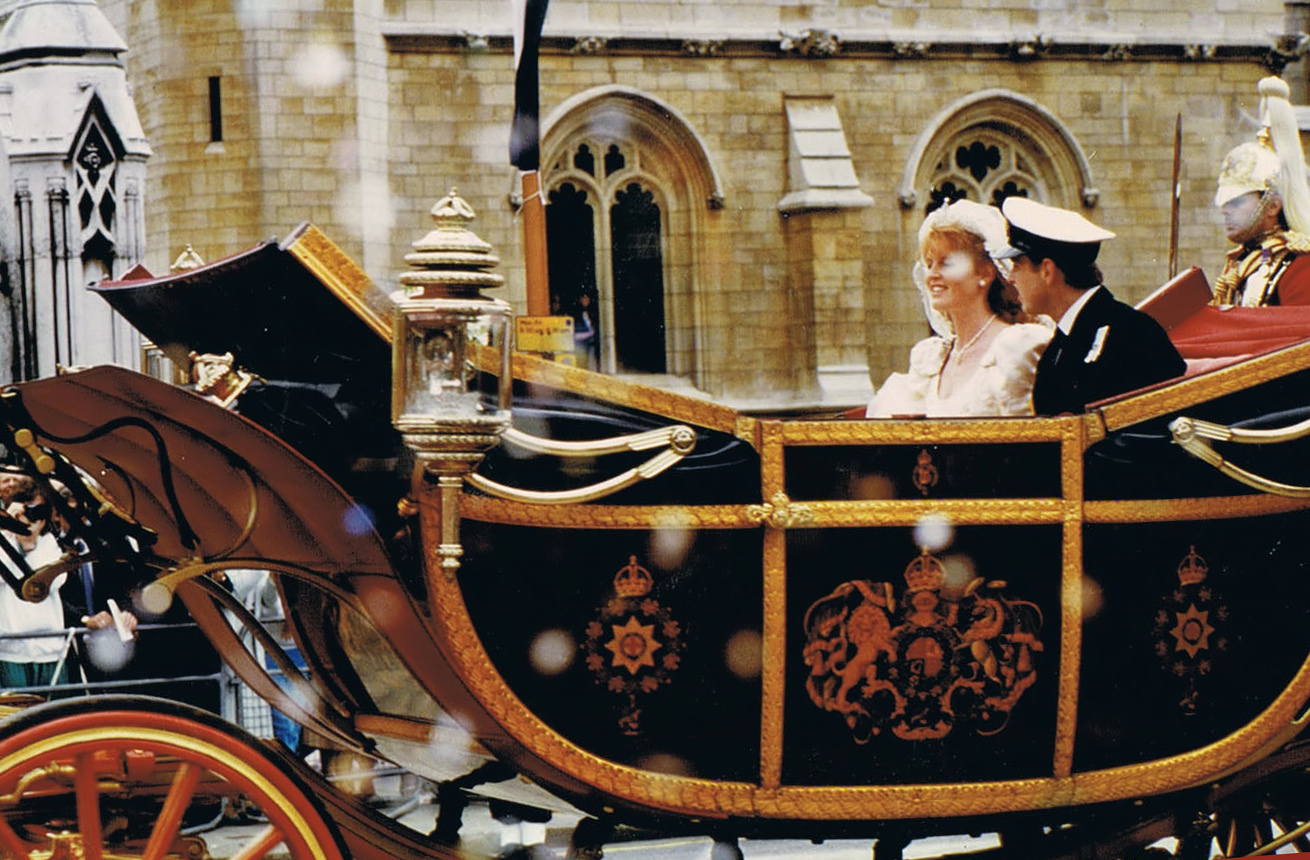
婚禮當日的約克公爵夫婦。

1986年3月19日，安德魯王子與莎拉宣布訂婚。安德魯王子自幼認識莎拉，兩人偶爾在馬球比賽中相遇，並於1985年皇家雅士谷賽馬日上重新聯繫。訂婚前，弗格森曾陪同威爾斯王妃戴安娜正式參觀安德魯的軍艦青銅號。安德魯王子親自設計了訂婚戒指，戒指由十顆鑽石圍繞一顆緬甸紅寶石製成，他選擇緬甸紅寶石以襯托莎拉的紅髮。她友善的態度和活潑的性格使她成為王室中受歡迎的新成員。
在獲得女王的同意後，安德魯與莎拉於1986年7月23日在西敏寺結婚。女王授予安德魯王子約克公爵頭銜，而作為他的妻子，莎拉自動獲得相應的王室及公爵夫人身份，成為「約克公爵夫人殿下」。作為約克公爵夫人，莎拉與丈夫一同履行王室職責，包括官方海外訪問。

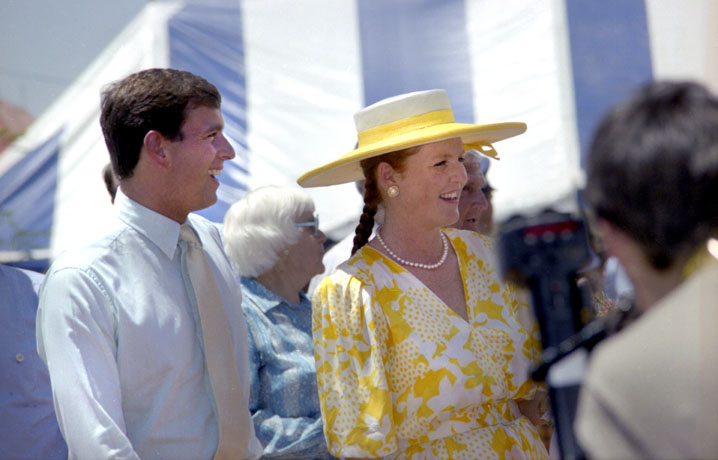
1988年，安德魯與莎拉到訪湯斯維爾

1987年，約克公爵夫婦對加拿大進行了為期25天的訪問。1987年2月，莎拉取得私人飛行執照，並在完成由漢森勳爵作為結婚禮物支付的40小時訓練課程後，於12月在英國皇家空軍本森基地獲頒飛行徽章。1988年1月22日，莎拉在紐約參加籌款活動時，於酒店入口遭一名年輕男子襲擊。該男子手持愛爾蘭共和軍旗幟並高喊「殺人兇手3/8」，後被控「企圖襲擊公爵夫人及襲擊聯邦特工」。事後，美國國務院發言人表示「她在此事件中未受傷」。1988年3月，約克公爵夫婦訪問加州。兩家英國報紙將此行描述為「兩位王室成員浮誇、庸俗、過度且幽默感低劣的展示」，但洛杉磯官員為夫婦辯護，稱批評「惡劣」且冒犯，觀察者則認為公爵夫婦態度友善且盡責。1989年5月，莎拉獨自正式訪問柏林。
1988年8月8日，夫婦迎來長女碧翠絲公主的誕生。莎拉懷孕期間患有高血壓和嚴重水腫。同年9月，莎拉將新生女兒留於英國，隨丈夫訪問澳洲，此舉引來媒體批評。1990年3月23日，次女尤金妮公主通過剖腹產出生。婚姻期間，小報因莎拉的體重在懷第一胎期間達100公斤嘲諷她為「豬肉公爵夫人」（Duchess of Pork）和「肥弗姬」（Fat Fergie）。她在長女出生後決心減重，並因1989年跟隨教練卡蘭·平克尼練習卡蘭健身操而帶動此運動在英國流行。莎拉減重成功獲讚，但在懷二胎期間體重不足亦引批評。她後坦言媒體對其體重的報導加劇了她的飲食失調並傷害其自尊。

### 分居與離婚
傳記作家莎拉·布拉德福德表示，安德魯作為海軍軍官，需要長期離家。根據莎拉的說法，在婚姻的前五年，這對夫妻每年僅見面40天。到了1991年，這段婚姻陷入危機，因為莎拉發現作為王室成員的生活越來越困難。她與美國德克薩斯州富豪史蒂夫·懷亞特（Steve Wyatt，林恩·懷亞特的兒子）的友誼在1992年1月登上報紙頭條，當時媒體刊登了懷亞特與莎拉年幼女兒的合照。約克公爵夫婦於1992年3月19日宣布合法分居。分居後，王室宣布莎拉將不再代表女王執行公務。此外，女王在一份聲明中表示，她不會為莎拉的債務負責。莎拉隨後搬離丈夫的住所，於1992年遷居至薩里郡溫特沃斯莊園的羅門達小屋（Romenda Lodge）。

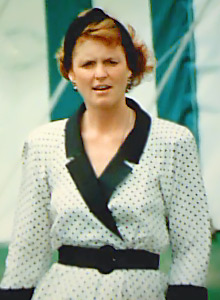
1991年，約克公爵夫人出席皇家威爾斯展覽會。

1992年8月，英國小報《每日鏡報》刊登了偷拍的照片，顯示美國財務經理約翰·布萊恩（John Bryan）在莎拉半裸曬太陽時吮吸她的腳趾。莎拉因此遭受公眾廣泛嘲笑，進一步加深了她與英國王室的隔閡。法國雜誌《巴黎競賽》因刊登這些照片被判賠償8.4萬英鎊，遠低於最初索賠的132萬英鎊。1993年3月28日，儘管數月來外界猜測兩人可能復合，但官方宣布約克公爵夫婦已達成正式分居協議。1995年，安德魯王子的小姨瑪嘉烈公主據稱在一封信中對莎拉寫道：「你為家族帶來的恥辱超乎想像。」
關於兩人復合的傳聞持續至1995年底，直到1996年4月，公爵夫婦宣布共同決定離婚。離婚後，莎拉聲稱每年僅獲得1.5萬英鎊的贍養費，並將擔任慧優體代言人視為主要「收入來源」。然而，《星期日電訊報》引述高級官員的說法指出，莎拉實際獲得35萬英鎊現金、50萬英鎊購房款，以及截至2010年總計約50萬英鎊的每月津貼。兩人共享子女監護權。1996年11月，莎拉出版自傳《我的故事》（My Story）並展開宣傳活動。她在美國脫口秀上暗示與安德魯的關係開放，並稱：「他一直清楚發生的一切，這不是單方面的。我們尊重彼此的空間。」她在2007年受訪時解釋離婚原因：「我想工作，但王妃從事商業活動不合適，因此安德魯與我決定正式離婚，讓我能自由工作。」
1996年4月17日，法院頒布離婚暫准判令，並於同年5月30日正式生效。儘管莎拉法律上仍可保留「殿下」頭銜，但她選擇放棄此稱號。根據1996年8月頒布的英皇制誥，莎拉正式失去「殿下」頭銜。

### 離婚後與王室的關係

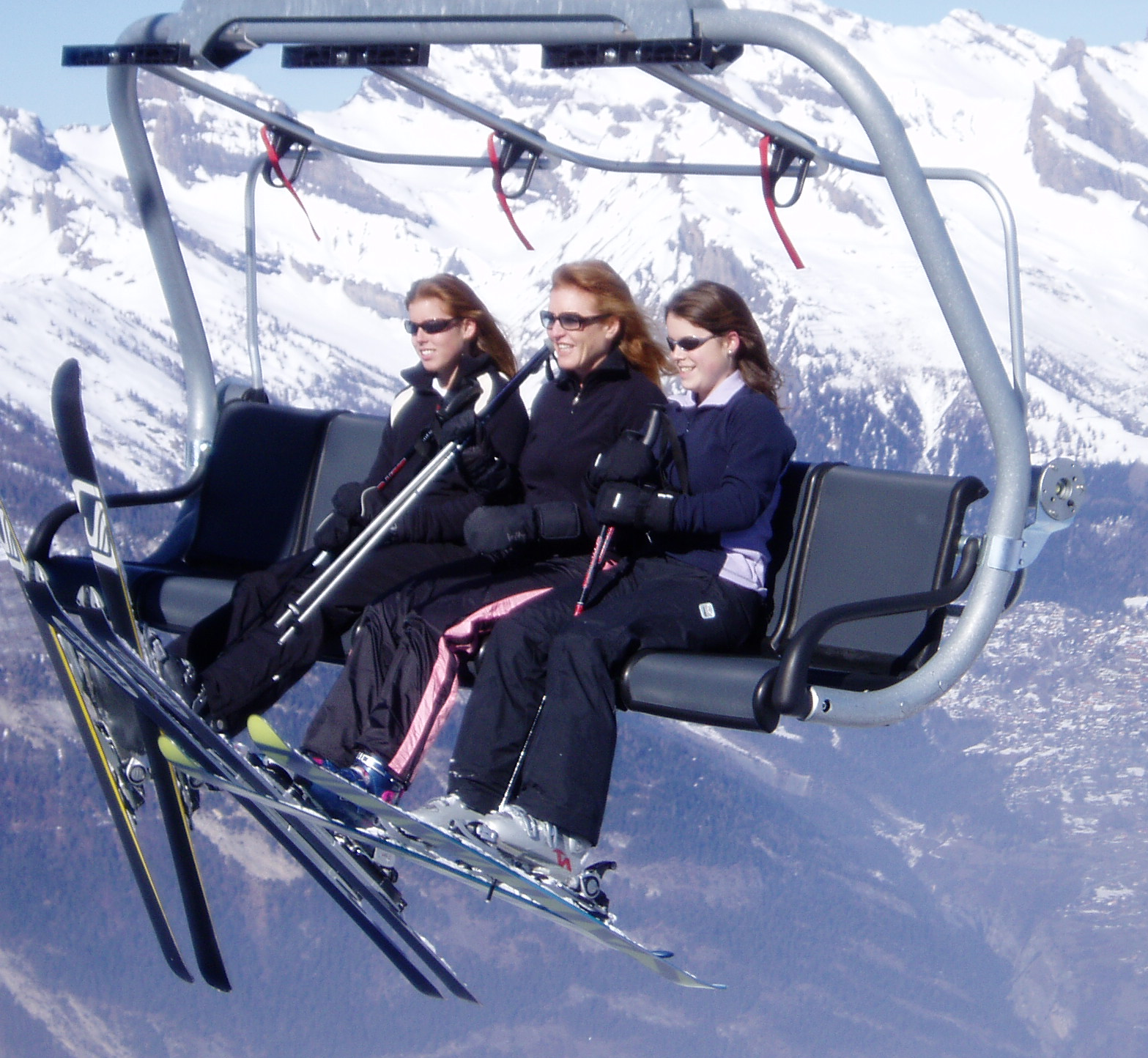
2004年，莎拉與女兒們身處瑞士韋爾比耶。

離婚後，莎拉偶爾與女兒們一同出席活動，如安德魯王子獲授皇家維多利亞勳章與嘉德勳章的儀式，以及皇家雅士谷賽馬日。在這些場合，她仍獲王室禮遇。她多次在採訪中暗示可能與安德魯復合。2013年8月，她應女王邀請與安德魯及女兒們同住巴爾莫勒爾城堡，並在9月表示：「他永遠是我的英俊王子。」
她未獲邀參加愛德華王子與蘇菲·里斯-瓊斯在1999年的婚禮或威廉王子與嘉芙蓮·密道頓在2011年的婚禮，但出席了哈里王子與梅根·馬克爾在2018年的婚禮。不過，她未獲邀參加查理斯王子於浮若閣摩爾宮舉辦的晚宴，據稱對此「深感沮喪」。
掌禮大臣辦公室將莎拉列為王室成員，與其他遠親如丹尼爾·查托和麥克·廷德爾並列。截至2023年6月，王室官網的「王室成員」頁面未列入她的名字。她參加了2022年9月伊利沙伯二世葬禮，與女兒們同坐，但未獲邀參加2023年5月查理斯三世和卡米拉的加冕禮。
2023年12月25日，莎拉自1992年以來首次與王室共度聖誕，參加桑德靈厄姆聖瑪麗‧抹大拉教堂的禮拜。

## 離婚後的個人生活

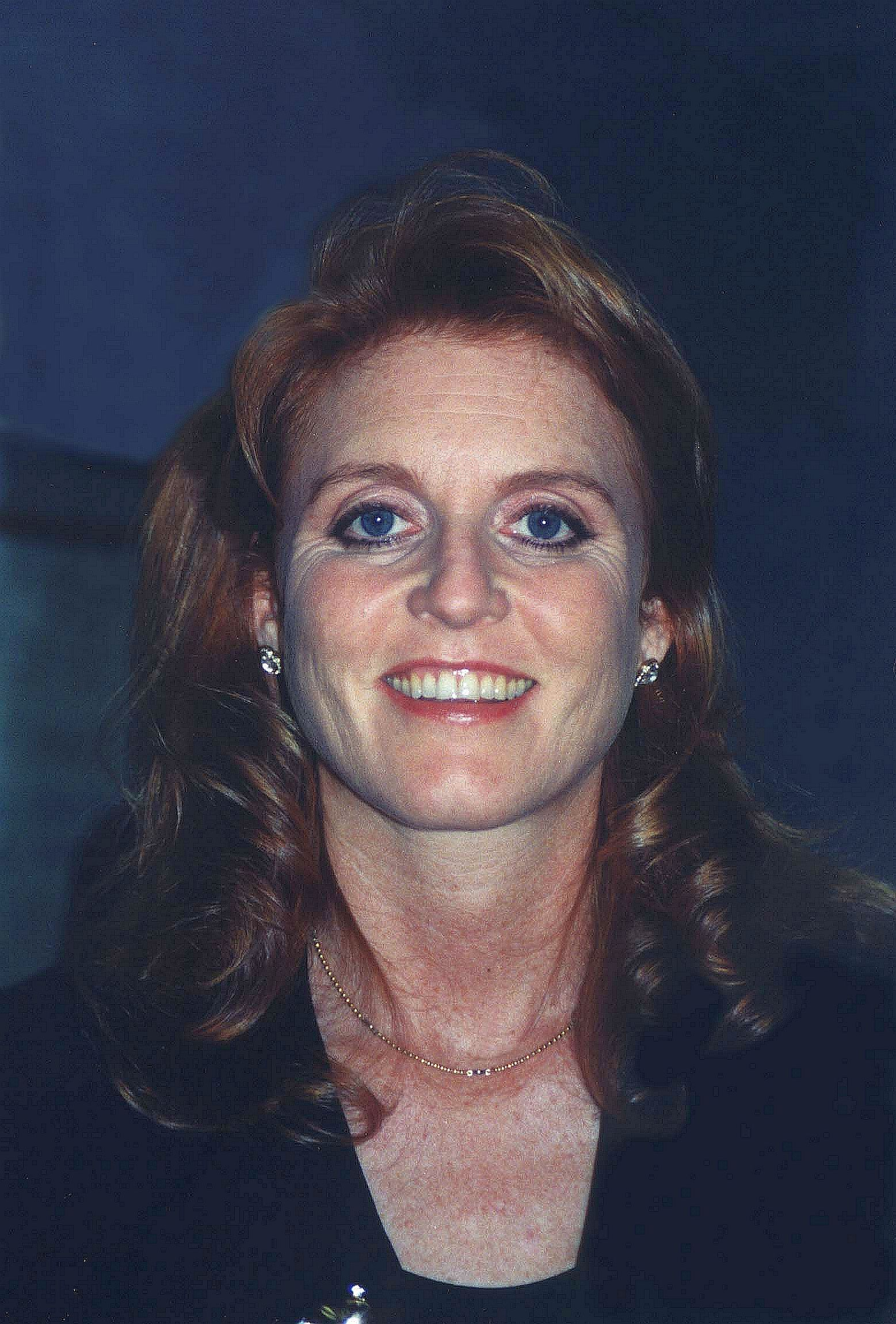
莎拉於1997年參加慧優體活動

離婚後，英國小報持續報導莎拉的生活方式。1995年，紐約市約翰·甘迺迪國際機場的一名行李處理員承認偷竊了她價值38.2萬美元的鑽石項鍊和手鐲。莎拉的商業活動包括與慧優體長達十一年的代言合作，以及與瑋緻活和雅芳的產品開發與推廣。
直到2004年，約克公爵與其前妻仍共同居住在伯克郡的家族宅邸桑寧希爾公園。同年，公爵搬遷至溫莎大公園內翻修過的皇家小屋，該處原為其祖母伊利沙伯王太后的居所，直至她於2002年去世。2007年，莎拉租下了恩格爾菲爾德格林的海豚屋（Dolphin House），距離皇家小屋不到一英里。然而，2008年海豚屋的一場火災迫使她撤離該處，並與前夫一同入住皇家小屋。
2015年，據報導莎拉已搬離皇家小屋，定居瑞士韋爾比耶，她與約克公爵在當地擁有一棟價值1300萬英鎊的山間木屋。她於2016年申請了瑞士居留權。莎拉同時在倫敦伊頓廣場租有一間公寓，並保留皇家小屋的一個房間。
作為2006年曝光的世界新聞報電話竊聽醜聞受害者之一，莎拉在庭外和解中獲得了未公開金額的賠償。2016年4月，她在巴拿馬文件中被提及。

### 債務問題
1990年代中期，莎拉據報銀行帳戶出現420萬英鎊赤字，後來她通過在美國「為期四年的賺錢狂潮」償清了這筆債務。
2006年，莎拉利用她作為電影製片人和作家的職業收入，在美國創立了哈特穆爾有限公司（Hartmoor LLC），這家生活方式公司旨在支持她的「出版、媒體和公開演講事業」。該公司於2009年倒閉，使莎拉背負了63萬英鎊的債務。同年晚些時候，有消息透露她與三家公司存在財務糾紛，並於9月因「未付賬單」被傳喚至英國法庭。2010年8月，有報導稱莎拉可能因500萬英鎊的債務宣布自願破產，不過其他消息來源則稱她欠債約200萬英鎊。
2011年3月，有報導稱杰弗里·爱泼斯坦幫助莎拉避免了破產，並償還了她部分債務。據報這些款項是在約克公爵的介入後支付的。她後來承認從愛潑斯坦那裡獲得了資金，並稱這是一個「巨大的錯誤」。2011年夏天，美國奧花·雲費電視網播出了《尋找莎拉：從皇室到現實世界》。這部在美國拍攝的實境節目中，有一集描繪了莎拉與國際知名財務顧問蘇西·奧曼會面，並從奧曼那裡接受了嚴格的教導和實用建議，以解決她的財務問題。曾在愛潑斯坦佛羅里達住所工作12年的員工胡安·阿萊西（Juan Alessi）在一份解封的證詞中表示，他認為莎拉只來過「一次且時間很短」。
2020年5月，有報導稱安德魯和莎拉因2014年購買瑞士木屋的債務陷入法律糾紛。他們當時申請了1325萬英鎊的抵押貸款，並預計在2019年底前以現金分期支付剩餘的500萬英鎊購房款，但利息已將這筆債務增至680萬英鎊。儘管有報導稱女王會協助他們，但約克公爵的發言人證實，她「不會介入償還這筆債務」。2021年9月，《泰晤士報》報導稱，莎拉和安德魯已與房產的前業主達成法律協議，並將出售房屋以償還債務。業主同意接受340萬英鎊，即她應得金額的一半，因為她認為莎拉和安德魯正面臨財務困境。2022年8月，有報導稱莎拉在梅菲爾區購買了一棟價值500萬英鎊的聯排別墅，這得益於她的小說《她的心指南針》的成功。

### 現金換取門路
2010年5月，莎拉被《世界新聞報》拍到向偽裝成印度商人的臥底記者馬澤爾·馬哈茂德開價50萬英鎊，聲稱可安排與安德魯王子會面。該事件紀錄片公開的影片中，莎拉明確表示：「只要付我50萬英鎊，我就能幫你打通門路。」畫面顯示她帶走裝有4萬英鎊現金的公事包。此事曝光後，莎拉的公眾知名度與惡名顯著提升。
斯特林出版集團雖大幅加印莎拉當時的新兒童書《阿什利了解陌生人》（Ashley Learns About Strangers），但惡名並未轉化為銷量。她在奧花·雲費專訪《奧花和約克公爵夫人莎拉·弗格森》（Oprah and Sarah Ferguson, Duchess of York）中解釋，當時因飲酒失態而「陷入低谷」，並稱最初僅想替急需2.8萬英鎊的朋友籌款，後因自身財務困境才提高索求金額。
2016年11月，莎拉擬向《世界新聞報》母公司英國新聞集團及其老闆鲁珀特·默多克索賠2,500萬英鎊，主張該媒體陷阱導致其收入損失與精神痛苦。至2018年1月，索賠金額據報已增至4,500萬英鎊。
2022年3月，遭監禁的土耳其政客伊爾汗·伊斯比倫之妻指控莎拉從商人塞爾曼·特克（土耳其語：Selman Türk）處收取至少22.5萬英鎊，而特克正因詐騙遭其起訴。另據披露，圖爾克曾於2019年10月向莎拉次女尤金妮公主帳戶轉帳2.5萬英鎊，附註「生日禮物」，據稱用於籌辦莎拉驚喜生日派對。莎拉原應從飛馬集團控股（Pegasus Group Holdings）獲取22.5萬英鎊品牌代言費，但全數由特克代付，後者擬向飛馬集團追討該款項。

### 2012年土耳其法律事件
2012年1月13日，土耳其司法部對莎拉發出國際逮捕令。她曾於2008年前往土耳其，並秘密拍攝了一家土耳其國立孤兒院。土耳其當局指控莎拉在入境時虛假申報（關於其訪問土耳其的動機）、非法進入土耳其政府機構，並侵犯兒童隱私。這些指控最高可判處22年監禁。土耳其與英國簽有引渡條約；然而，英國內政部官員表示：
根據英國引渡法，如果請求引渡的行為在英國法律及請求國法律中均不構成犯罪，法官必須駁回引渡請求。本案中，英國法律並無相關罪行，因此不會進行引渡。
土耳其堅持認為莎拉歪曲了關於孤兒院的信息，並利用個別事件對土耳其共和國進行抹黑。土耳其邀請國際人權組織隨機檢查任何孤兒院，以顯示其在此問題上的透明度。
2012年5月5日，安卡拉州檢察官辦公室提起的訴訟開庭審理。莎拉未出庭，其代表律師坎蘇·沙欣（土耳其語：Cansu Şahin）向安卡拉法院表示，她的客戶已道歉並希望與檢方達成認罪協議。

### 健康狀況
2023年6月，莎拉被宣布在例行乳房攝影術後診斷出早期乳癌。她在愛德華七世醫院成功接受了單側乳房切除術，醫生表示她的預後「良好」。她在乳房切除術後還接受了乳房重建重建手術。
2024年1月，莎拉在切除多顆痣進行分析後診斷出惡性黑色素瘤。

## 慈善工作
自與安德魯王子結婚以來，莎拉一直參與多項慈善活動，即使在離婚後仍持續投入。
1990年，莎拉成為青少年癌症信託基金的贊助人。此後她主持了該慈善機構多個單位的開幕儀式，包括位於米德爾塞克斯醫院、倫敦大學學院、聖詹姆斯大學醫院、卡迪夫大學醫院（Cardiff University Hospital）和皇家馬斯登醫院的單位。1990年代，莎拉開始關注運動神經元疾病患者。作為運動神經元疾病協會的贊助人，她推動相關研究的募款活動，後更擔任國際肌萎缩侧索硬化聯盟主席。為協助受藥物濫用影響者，她參與化學物品依賴中心（Chemical Dependency Centre）的治療課程，後成為該機構贊助人。1993年，莎拉創立關注兒童教育與國際計畫資助的慈善組織危機中的兒童，並擔任創辦人暨終身主席。該慈善機構的創立靈感源自她1992年訪問波蘭時遇見的年輕癌症患者阿尼亞（Ania）。
1994年12月，莎拉赴美參與和平連線（Peace Links）募款活動，並在美國成立個人慈善組織「給兒童的機會」（Chances for Children）。此舉遭英國媒體批評，指她透過《小直升機巴吉》（Budgie the Little Helicopter）系列「預計五年內獲利4億英鎊，其中每年300萬英鎊進入王室口袋」，儘管她承諾捐出部分收益。莎拉的代表否認此說法，她回應：「你們必須明白這些書籍是1987年製作，當時我已捐出大部分收益...扣除動畫製作等成本後，或許五到十年後我才能獲得少量分紅，屆時將全數捐給‘給兒童的機會’」。該慈善組織的標誌玩偶“Little Red”後來啟發她創作同名書籍系列，玩偶銷售收益亦捐贈該機構。

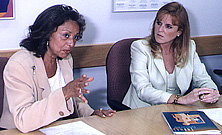
1998年6月的莎拉與美國國立衛生研究院女性健康助理主任維維安·平，攝於貝塞斯達的國家衛生院臨床中心。

1998年6月，莎拉短暫訪問貝塞斯達接受《女性健康雜誌》頒獎，並參觀國家衛生院臨床中心。研究院傳訊助理主任表示：「公爵夫人有許多透過媒體向女性傳遞健康訊息的機會，她希望根據國家衛生院研究提供正確資訊。」莎拉長女碧翠絲公主七歲時確診失讀症，此後她成為協助學童讀寫的慈善機構“兒童跳板”（Springboard for Children）贊助人，並自述「也有輕微閱讀障礙」。

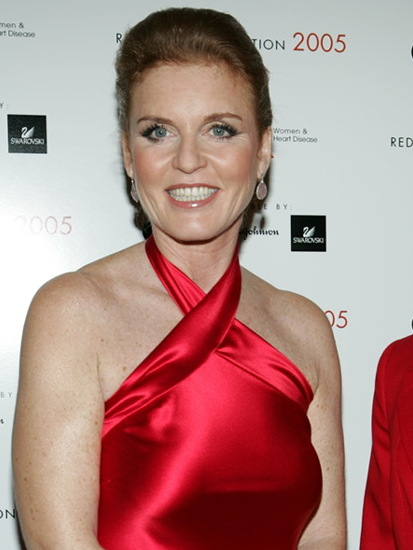
莎拉以「心臟真相」大使身分出席2005年紅裙時裝秀。

2003年，莎拉參與美國癌症協會國會簡報會，成為該會「Great American Weigh In」年度減重防癌活動創始支持者。2004年擔任SOS兒童村美國分會發言人，2005年成為麥當勞叔叔之家慈善基金全球大使。2006年，莎拉於多倫多成立「莎拉·弗格森基金會」（The Sarah Ferguson Foundation），透過商業收益與捐款資助國際兒童與家庭援助計畫，旗下贊助機構包括國際殘疾人權利組織、非洲-加勒比血癌信託、運動神經元疾病協會與國際關懷組織等。2009年報導指出，該基金會18個月收入25萬英鎊中僅1.42萬英鎊用於捐助，其中6,300英鎊給予其友人理查德·布蘭森擁有的南非私人保護區慈善部門。基金會後公布2008年捐款約40萬美元。
2007年，莎拉加入美國「歐菲莉亞項目」（Ophelia Project）顧問委員會，協助處理人際暴力問題。2008年擔任兒童教育醫療慈善組織“Humanitas”贊助人，同年成為紐約市長迈克尔·布隆伯格反貧困活動大使。2010年支持英國醫學生獎學金「穆拉尼基金」（The Mullany Fund），2011年擔任反奴隸組織「非賣品」（Not For Sale）全球大使。2013年與前夫約克公爵及兩女碧翠絲、尤金妮公主創立「自由的鑰匙」（Key To Freedom），協助印度弱勢婦女透過Topshop銷售手工藝品。2014年擔任倫敦帝國學院全球健康創新研究所大使。2015年應HVR體育主席哈什瓦丹·雷迪邀請，以主賓身分出席新德里「HVR巴羅達杯」馬球賽，展現與印度及馬球的淵源。

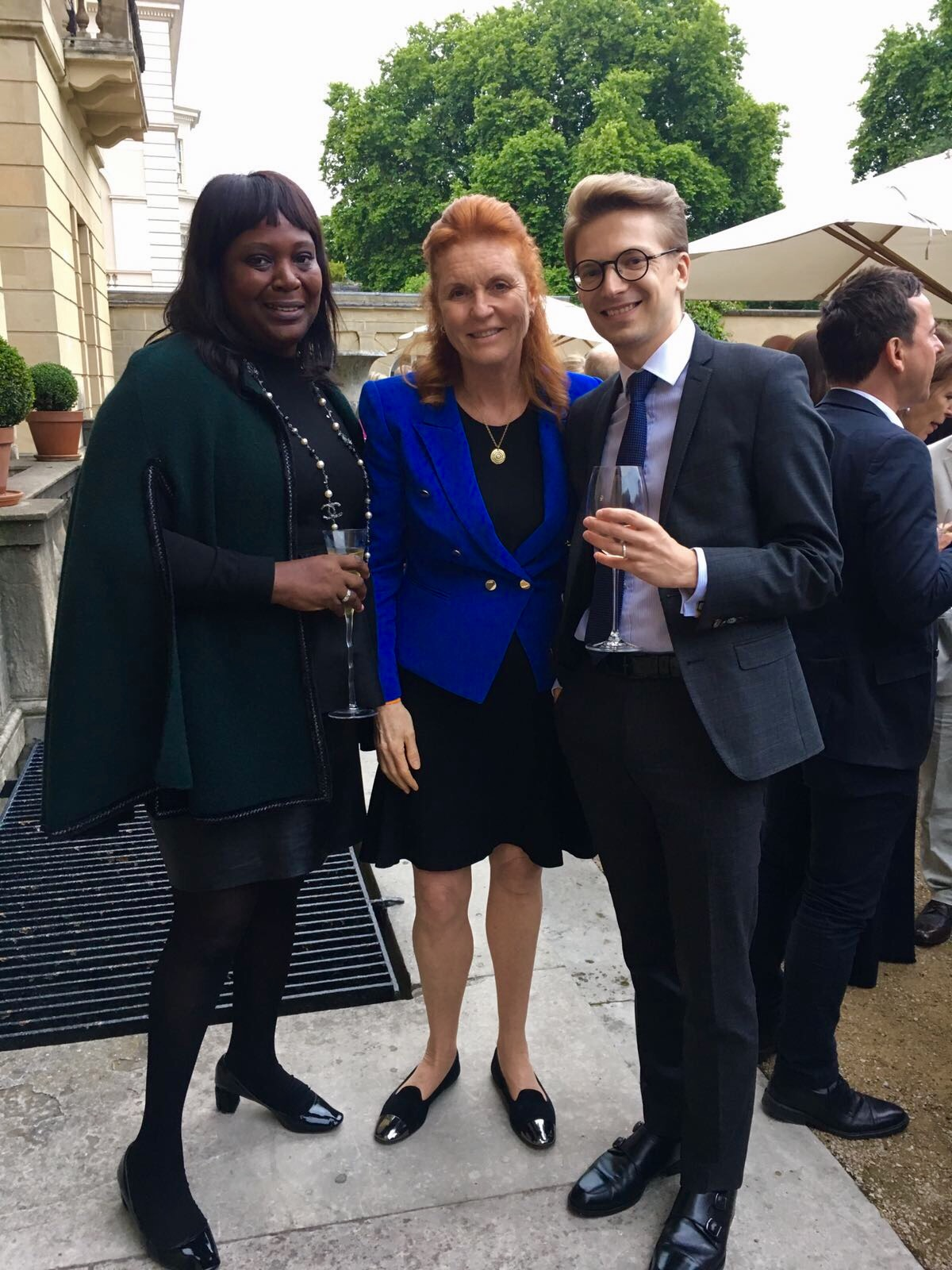
2017年6月，莎拉與希瑟·梅爾維爾及馬薩斯·利奧爾·斯卡瑪尼斯於倫敦蘭開斯特府的合影。

2016年，莎拉與英國當代藝術家泰迪·麥克唐納及兩位公主合作創作首幅王室當代畫作《皇家愛情》（Royal Love），於皇家別墅草坪繪製，內容包含三人正能量語錄。該畫作於倫敦「傑作藝術博覽會」（Masterpiece Art Fair）展出後拍賣，收益捐贈“危機中的兒童”。英國《GQ》雜誌獨家報導創作過程。2017年與尤金妮公主共同慶祝阿爾德黑兒童醫院（Alder Hey Children's Hospital）青少年癌症信託單位成立兩週年，同年出任英國心臟基金會大使。
2018年“危機中的兒童”成立25週年時，莎拉表示該慈善工作「在艱難時期給予她人生方向」。她將基金會與湯姆·丹納特（Tom Dannatt）於孟加拉、阿富汗與塞拉利昂運作的「街童」（Street Child）合併，擔任贊助人，兩女擔任大使，並贊助科夫穆倫兒童安寧機構茱莉亞之家。
2019年6月，莎拉成為娜塔莎過敏研究基金會贊助人。該組織紀念2016年因食用三明治過敏身亡的娜塔莎·埃德南-拉佩魯斯（Natasha Ednan-Laperouse），推動「娜塔莎法案」要求英格蘭與北愛爾蘭預包裝食品標示完整成分。莎拉的叔父亦因類似意外去世。同年7月擔任科技公司飛馬集團控股大使，推動再生能源數據中心慈善計畫。
2020年6月，莎拉成立新慈善組織「莎拉信托基金」（Sarah's Trust），提供國民保健署人員與安寧機構超過15萬件食物、口罩、洗漱用品等物資。合作組織協助發放睡袋給英國遊民，並運送物資至迦納。2022年3月，莎拉訪問丹佛擔任Junior League募款活動主講人，同期赴波蘭協助烏克蘭難民協調英國捐贈物資，4月於阿爾巴尼亞戈侖會見阿富汗難民。6月以蒙特梭利集團（Montessori Group）首席大使身分訪問克羅埃西亞，支援烏克蘭難民兒童，7月籌資為波蘭烏克蘭難民提供價值1.4萬英鎊電腦設備，並於上西里西亞設立「Play in a Box」帳篷供難民兒童活動。12月接待來英的哈爾科夫盲童合唱團，獲波蘭國家盲人研究所頒發獎章。
2024年3月，莎拉於墨爾本共同主持「Global Citizen NOW」峰會，致力消除極端貧困與氣候危機。

## 影視生涯

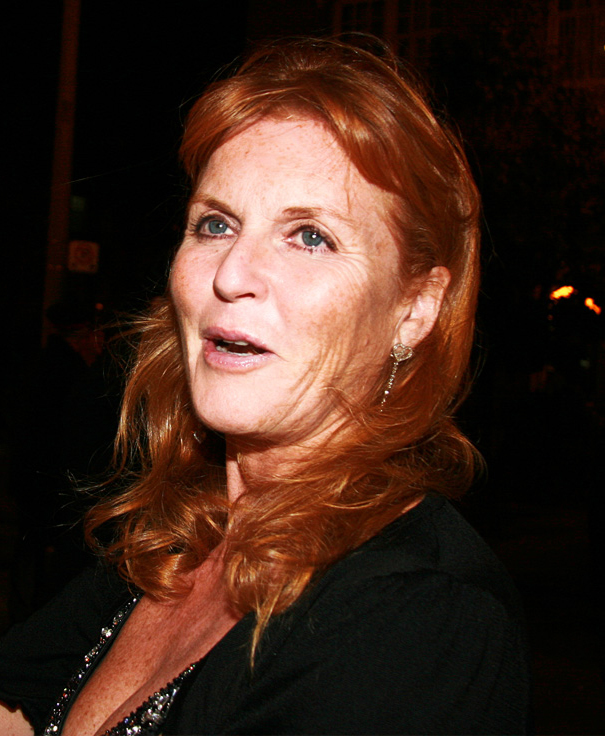
2009年多倫多國際電影節的莎拉。

2000年，莎拉為英國廣播公司電視台共同製作並主持了名為《尋找心靈》（In Search of the Spirit）的紀錄片。2003年9月，她擔任BBC廣播二台午間節目《史提芬·懷萊德下午節目》為期三天的共同主持人。2004年5月，莎拉為環球影業DVD《小飛俠2004》主持了一段11分鐘的特別短片《潘的傳奇》（The Legacy of Pan）。五個月後，華特迪士尼動畫工作室發行了短片DVD《凝視國王的貓》，莎拉為其中的王后角色配音；故事改編自P·L·卓華斯的《瑪麗·包萍》系列書籍。  
2008年，莎拉擔任全國廣播公司《今日》的特派記者，為系列報導《發自內心》（From the Heart）製作專題。同年5月，她的兩集紀錄片《在侯城的公爵夫人》（The Duchess in Hull）在ITV1首播，內容為莎拉協助赫爾河畔京斯敦市公營住宅區的一戶家庭改善生活。同年，她前往羅馬尼亞和土耳其拍攝紀錄片《公爵夫人和女兒們：她們的秘密使命》（Duchess and Daughters: Their Secret Mission），該片於2008年11月6日在ITV1播出，揭露兩國兒童機構的惡劣待遇與環境。2009年8月，她在同一電視網播出的紀錄片《莊園裡的公爵夫人》（The Duchess on the Estate）聚焦曼徹斯特北摩爾社區。然而，她對曼徹斯特郊區的報導因誇大當地犯罪率而引發批評。
莎拉以製片人身份參與了2009年尚-馬克·瓦利執導的電影《宮廷眷戀－維多利亞與阿爾拔親王》，該片由艾美莉·賓特主演，莎拉的女兒碧翠絲亦客串演出。莎拉是這部描述維多利亞女王早年生活電影的構思者。自與安德魯王子結婚後，她便對這位女王產生興趣，並在歷史學家協助下撰寫了兩本相關書籍。維多利亞與阿爾伯特親王的關係尤其吸引她，她認為兩人的婚姻與自己和安德魯王子的婚姻有相似之處，皆在公眾審視下「為愛奮鬥」。
莎拉在2011年6月奧普拉·溫芙瑞電視網首播的迷你劇《尋找莎拉：從皇室到現實世界》中擔任主角，於節目中談論人生困境與財務問題。
2019年，莎拉表示正製作一部關於阿爾伯特親王之母薩克森-哥達-阿爾滕堡的路易絲公主的電視紀錄片，聚焦其生平，尤其是她與丈夫恩斯特一世的分居經歷。
2020年4月，莎拉在其YouTube頻道推出新系列《與費格和朋友們的故事時間》（Storytime with Fergie and Friends），與娜內特.紐曼、伊莫金·愛德華茲-瓊斯等作家在2019冠狀病毒病疫情封鎖期間為兒童朗讀故事。2021年3月至7月，該頻道播出了10集莎拉童書系列《Little Red》衍生的短劇《Little Red News》。
2022年5月，她共同創立了總部位於巴黎的獨立製片公司維斯塔波爾電影公司（Vestapol Films）。2023年5月，她與莎拉·湯姆森（Sarah Thomson）推出每週播客《與公爵夫人和莎拉的茶會》（Tea Talks with the Duchess & Sarah），並於同年6月首播。

## 頭銜與稱號

約克公爵夫人莎拉使用的皇家徽章。

在婚姻期間，莎拉的稱號為「約克公爵夫人殿下」。1996年8月21日，英皇制誥宣布，除了未再婚的寡婦外，英國王子的前妻無權繼續使用「殿下」的稱號。同時，離婚的女貴族（如公爵夫人）「不得主張其從丈夫處獲得的貴族特權或地位」，但仍可繼續使用貴族頭銜。王室稱莎拉為「約克公爵夫人莎拉」，但在至少兩次場合（其女兒的訂婚公告中），她與前夫被共同稱為「約克公爵及公爵夫人」。

## 備注
1. ↑  根據《1772年王室婚姻法令》，當時所有喬治二世的後裔均需此同意。